# Адайколь (озеро, Казахстан)
Адайколь (каз. Адайкөл) — пресное озеро в Камыстинском районе Костанайской области Казахстана около села Адаевка.
Площадь поверхности озера составляет 10 км². Наибольшая длина озера — 4,5 км, наибольшая ширина — 3,6 км. Длина береговой линии составляет 14 км. Озеро расположено на высоте 267 м над уровнем моря.